# 500
 Тази статия е за годината.  За числото вижте 500 (число).  

## Събития
- Франките побеждават бургундуте в битката при Дижон